# اگنس آدواکو
اگنس آدواکو (انگلیسی: Agnes Aduako؛ زادهٔ ۲۵ دسامبر ۱۹۸۹) بازیکن فوتبال اهل غنا است.
وی همچنین در تیم ملی فوتبال زنان غنا بازی کرده‌است.